# Magoumi
Magoumi è un arrondissement del Benin situato nella città di Glazoué (dipartimento delle Colline) con 9.406 abitanti (dato 2006).